# The Crutch
The Crutch (englisch für Die Krücke) ist ein Gebirgspass in Form eines Bergsattels auf Südgeorgien. Er verläuft 2,5 km nordwestlich des Larsen Point und unmittelbar westlich des Cumberland Ridge auf der Lewin-Halbinsel auf der Westseite der Einfahrt zur Cumberland Bay.
Wissenschaftler der britischen Discovery Investigations, die ihm auch seinen deskriptiven Namen in Anlehnung an seine Erscheinungsform gaben, kartierten den Pass in der Zeit zwischen 1925 und 1929.